# باب فلبس
باب فلبس (بالإنجليزية: Babe Phelps)‏ هو لاعب كرة قاعدة أمريكي، ولد في 19 أبريل 1908 في أودنتون في الولايات المتحدة، وتوفي بنفس المكان في 10 ديسمبر 1992.

## وصلات خارجية
- باب فلبس على موقعبيزبول رفرنس.كوم (الدوري الرئيسي) (الإنجليزية)
- باب فلبس على موقعبيزبول رفرنس.كوم (الدوري الثانوي) (الإنجليزية)
- باب فلبس على موقع جمعية أبحاث البيسبول الأمريكية (الإنجليزية)